# سیارک ۹۸۸۶
سیارک ۹۸۸۶ (به انگلیسی: 9886 Aoyagi، نامگذاری:1994VM7) نه هزار و هشتصد و هشتاد و ششمین سیارک کشف شده‌است که در ۸ نوامبر ۱۹۹۴ کشف شد.
قدر مطلق سیارک برابر ۱۵.۵ است.